# زلزال الجليل 749
زلزال الجليل 749، زلزال مدمر معروف في الأدبيات العلمية بـ زلزال 749. ضرب مناطق بلاد الشام التابعة للدولة الأموية يوم 18 يناير سنة 749، ودمر مدن طبريا وبيسان وطبقة فحل بشكل واسع، في حين أن العديد من المدن الأخرى في جميع أنحاء بلاد الشام تضررت بشدة. بلغ عدد الضحايا عشرات الآلاف.

## أضرار وضحايا

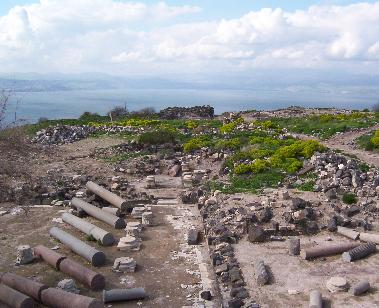
أطلال هيبو/سوسيتا على بحيرة طبريا باتجاه الغرب

ووفقاً للمصادر التاريخية المدعومة بالاكتشافات الأثرية، تعرضت سكيثوبوليس (بيت شان)، وطبريا وكفرناحوم وأفراس النهر (سوسيتا) وجرش وبيلا، لأضرار واسعة النطاق. أفاد كاهن قبطي من الإسكندرية أن عوارض الدعم قد تحركت في المنازل في مصر وكتب كاهن سوري أن قرية قريبة من جبل طابور "تحركت مسافة أربعة أميال". وذكرت مصادر أخرى حدوث تسونامي في البحر الأبيض المتوسط، وهزات ارتدادية لعدة أيام في دمشق وابتلاع بلدات في الأرض. ودمرت مدينة أم القناطر وكنيسها القديم.
تصف المصادر التاريخية كيف بلغ عدد القتلى في القدس بالآلاف. وتعرضت العديد من المباني ومن بينها المسجد الأقصى لأضرار بالغة. ومع ذلك هناك حاجة لبعض التحذيرات. إن وجهة النظر الخاصة بخطورة الضرر الناجم عن زلزال 749 محل نزاع من خلال بحث جديد. ادعاءات سابقة بأن المباني الإدارية الأموية الكبيرة جنوب المسجد الأقصى تعرضت لأضرار بالغة لدرجة أنها تم التخلي عنها واستخدامها كمقالع حجرية ومصادر للجير، وأفران الجير التي تم العثور عليها في الموقع هي ادعاءات خاطئة كما ورد وبقاء المباني قيد الاستخدام. حتى زلزال 1033. وبالمثل فإن العاصمة العربية الجديدة في الرملة لا تظهر عليها سوى علامات ضئيلة من الضرر.

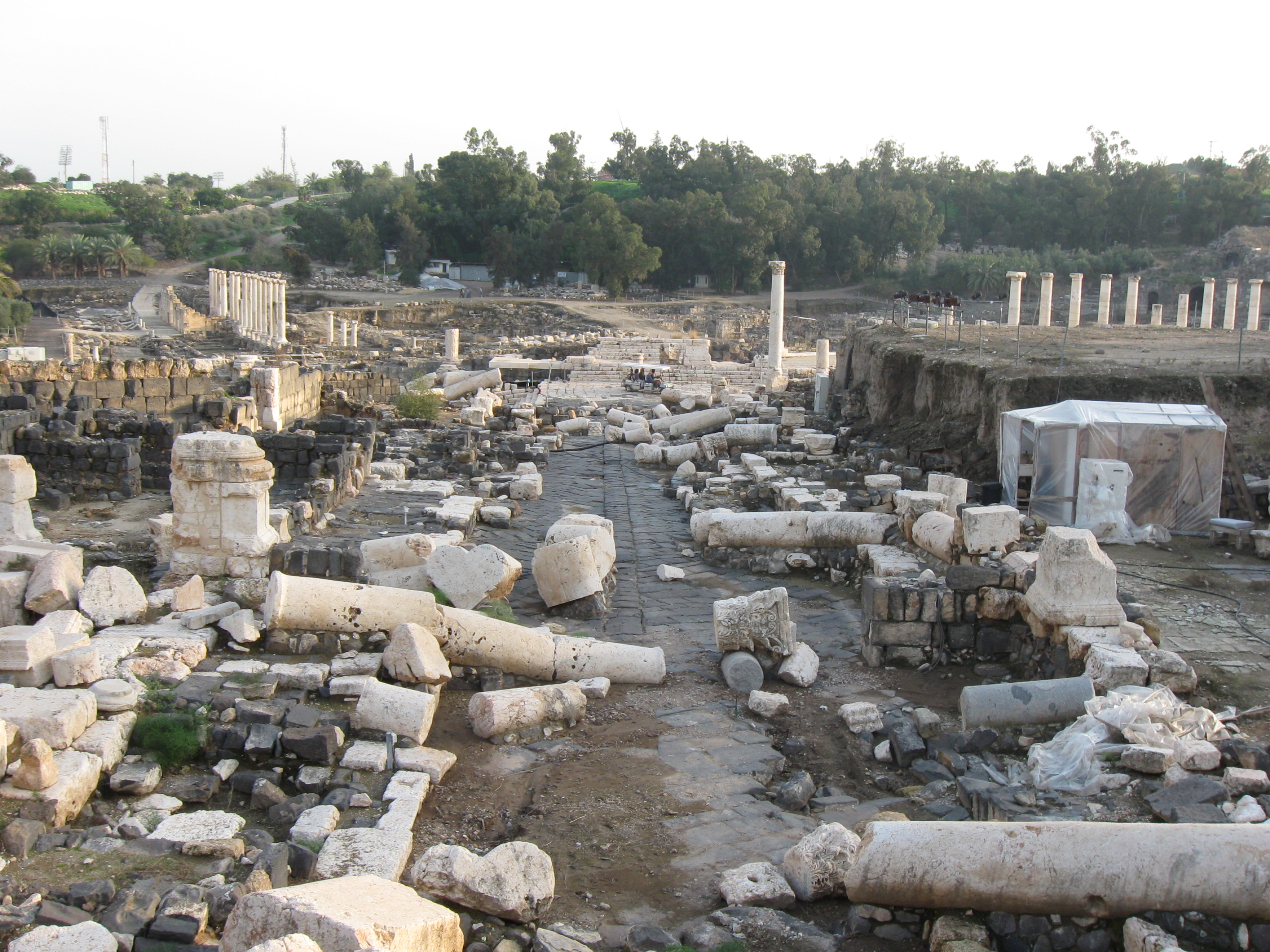
سكيثوبوليس (بيت شان) كانت إحدى المدن التي دمرت في زلزال عام 749.

ادعى أغابيوس من هيرابوليس أن عدد الضحايا تجاوز 100000، بينما في تأريخ عام 1234 كان هناك 800 ضحية في قلعة بيت كوبايا بدمشق. وفي مدن الضفة الغربية والجليل، تضررت ما يقرب من 600 قرية بشكل كبير. تم الإبلاغ عن حدث يشبه التسونامي في البحر الميت ووقع غمر محتمل في حوضه الجنوبي.

## قضايا تاريخية والمصادر الأولية
تسرد جميع كتالوجات الزلازل المحلية والإقليمية زلزالًا واحدًا أو أكثر ضرب منطقة الشرق الأوسط في منتصف القرن الثامن، مع الإبلاغ عن أضرار في مصر والعراق والأردن وفلسطين وسوريا. تقدم المصادر الأولية تواريخ متعددة السنوات للأحداث الزلزالية، لكن كتالوجات الزلازل في الثمانينيات والتسعينيات اتفقت على إسناد جميع الأوصاف إلى زلزال وقع في 18 يناير 749. واستند هذا التخفيض إلى نصين يتعلقان بزلزال في هذا التاريخ.
هناك وجهة نظر مختلفة هي أن المصادر الأولية تصف حدثين زلزاليين مختلفين على الأقل، يفصل بينهما فترة زمنية تصل إلى ثلاث سنوات ومسافة مئات الكيلومترات. يعتمد هذا على مقارنة المصادر الأولية المتاحة في هذه الفترة.
ربما يكون الزلزال الأول قد أضعف عددًا من الهياكل، بينما أكمل الزلزال الثاني العملية وكان السبب المباشر لانهيارها.